# Nicobarenmuskaatduif
De Nicobarenmuskaatduif (Ducula nicobarica) is een vogel uit de familie der Columbidae (Duiven en tortelduiven).

## Verspreiding en leefgebied
Deze soort is endemisch op de Nicobaren, een groep eilanden in de Golf van Bengalen in het oosten van de Indische Oceaan.